# Pșenîcinîkî, Kaniv
Pșenîcinîkî (în ucraineană Пшеничники) este localitatea de reședință a comunei Pșenîcinîkî din raionul Kaniv, regiunea Cerkasî, Ucraina.

## Demografie
Componența lingvistică a localității Pșenîcinîkî
     Ucraineană (97,14%)
     Rusă (2,86%)
Conform recensământului din 2001, majoritatea populației localității Pșenîcinîkî era vorbitoare de ucraineană (97,14%), existând în minoritate și vorbitori de rusă (2,86%).

## Legături externe
- pl Pszeniczniki în Dicționarul geografic al Regatului Poloniei și al altor țări slave, volum IX (Poźajście — Ruksze) 1888

- pl Pszeniczniki în Dicționarul geografic al Regatului Poloniei și al altor țări slave, volum XV, p. 2 (Januszpol — Wola Justowska)1902